# Тадеуш Лопушанський
Тадеуш Лопушанський (пол. Tadeusz Łopuszański; 15 січня 1874, Львів — 19 квітня 1955, Гливиці) — польський учитель, засновник і директор експериментальної початеової школи та вищої школи «Sułkowskis» у Ридзині, міністр релігійних конфесій і народної освіти у Другій Польській Республіці в 1919—1920 роках.